# Tajne Wojskowe Zakłady Wydawnicze
Tajne Wojskowe Zakłady Wydawnicze – aparat wydawniczo-poligraficzny Polskiego Państwa Podziemnego działający w latach 1940–1945 w Warszawie i innych miastach Generalnego Gubernatorstwa jako  wydział Biura Informacji i Propagandy Komendy Głównej Armii Krajowej. 

## Historia
Pierwsza tajna drukarnia została uruchomiona w Warszawie jesienią 1940 r. Na początku 1944 r. liczące już dwanaście zakładów TWZW stały się największym koncernem poligraficznym podziemnej Europy. W szczytowym okresie rozwoju – na przełomie 1943 i 1944 r. – TWZW drukowały miesięcznie przeciętnie 248 500 egzemplarzy czasopism, 6500 broszur i 120 000 egzemplarzy ulotek, zużywając w tym celu około 5 ton nabywanego na czarnym rynku papieru. Ich personel liczył 50 etatowych pracowników. Ogółem w ciągu całej swej działalności drukarnie TWZW wyprodukowały przynajmniej kilkanaście milionów egzemplarzy konspiracyjnych pism, ponad milion broszur, instrukcji i innych druków zwartych, około miliona ulotek i około miliona druków Akcji N; rozchodziły się one po całym kraju (a w przypadku druków „N” również poza jego granicami). W ciągu całego okresu działalności (1940–1945) produkcja TWZW przekroczyła kilka milionów egzemplarzy różnych druków. Kontynuacją TWZW w powstaniu warszawskim były Wojskowe Zakłady Wydawnicze. TWZW zakończyły formalnie działalność w styczniu 1945 po rozwiązaniu Armii Krajowej.
Twórcą i zarządzającym strukturą Tajnych Wojskowych Zakładów Wydawniczych był przez cały okres okupacji niemieckiej w Polsce Jerzy Rutkowski ps. Michał i Kmita.
TWZW były m.in. wydawcą pierwszego wydania książki Aleksandra Kamińskiego pt. Kamienie na szaniec i pierwszego wydania krajowego książki Arkadego Fiedlera Dywizjon 303.